# Deutsche Botschaft Guatemala-Stadt
Die Deutsche Botschaft Guatemala-Stadt ist die diplomatische Vertretung der Bundesrepublik Deutschland in der Republik Guatemala. Die Botschafterin ist gleichzeitig in Belize akkreditiert.

## Lage und Gebäude
Die Kanzlei der Botschaft befindet sich im Stadtbezirk Zona 10, im Süden des Zentrums der guatemaltekischen Hauptstadt Guatemala-Stadt. Die Vertretungen von Schweden und Spanien sind in demselben Bürogebäude untergebracht. Die Straßenadresse lautet: Avenida La Reforma 9-55, Zona 10, Edificio Reforma 10, Nivel 10, Ciudad de Guatemala.
In den Jahren 2009/2010 wurde das 10. Stockwerk des neu errichteten Bürogebäudes Reforma 10 repräsentativ ausgebaut. Ferner wurde ein Brandschutzkonzept mit Anpassungen der Zuwegungen umgesetzt und bauliche Sicherungsmaßnahmen mit Vorkehrungen zur Verbesserung der Erdbebensicherheit durchgeführt.
Die Residenz der Botschafterin ist ein repräsentatives Einzelhaus, das im Jahr 2007 auf Erdbebensicherheit überprüft wurde.

## Auftrag und Organisation
Die Botschaft Guatemala-Stadt hat den Auftrag, die deutsch-guatemaltekischen Beziehungen zu pflegen, die deutschen Interessen gegenüber der Regierung von Guatemala zu vertreten und die Bundesregierung über Entwicklungen in Guatemala zu unterrichten.
In der Botschaft bestehen die Arbeitsbereiche Politik, Wirtschaft und Entwicklungszusammenarbeit (EZ) sowie Kultur und Bildung. Schwerpunkte der EZ sind: demokratische Regierungsführung, Bildung und Umwelt sowie Anpassung an den Klimawandel.
Das Referat für Rechts- und Konsularaufgaben der Botschaft bietet deutschen Staatsangehörigen konsularische Dienstleistungen und Hilfe in Notfällen an. Der konsularische Amtsbezirk der Botschaft umfasst ganz Guatemala. Die Visastelle erteilt Einreisegenehmigungen für in Guatemala wohnhafte Bürger dritter Staaten. Guatemaltekische Staatsangehörige benötigen für Einreise und Aufenthalt im Schengen-Raum kein Visum, sofern sie nicht länger als 90 Tage pro Halbjahr bleiben. 
In Belize City ist ein Honorarkonsul der Bundesrepublik Deutschland bestellt und ansässig.

## Geschichte
Die Bundesrepublik Deutschland richtete am 4. August 1960 die Botschaft Guatemala-Stadt ein.
Zunächst der Norddeutsche Bund und dann das Deutsche Reich waren durchgehend von 1868 bis 1941 durch Konsuln bzw. Generalkonsuln vertreten.
Die DDR und Guatemala unterhielten keine diplomatischen Beziehungen.